# Villa Gregoriana
La Villa Gregoriana est l'une des trois villas de la ville de Tivoli située dans la région du Latium près de Rome en Italie. Construite de 1832 à 1835, par Clemente Folchi, sur l'ordre du pape Grégoire XVI, c'est un jardin dessiné, autour du complexe réseau de cascades naturelles de la rivière Aniene et de grottes, dans le style romantique de l'époque.

## Historique
Construite dans la valle dell'inferno (la « vallée de l'enfer ») située au nord-est de la ville de Tivoli, la villa Gregoriana doit son nom au pape Grégoire XVI qui décide de réaliser des travaux de domestication de la rivière Aniene qui par ses débordements fréquents corrompt les soubassements de certaines parties de la ville de Tivoli, située sur les flancs du mont Catillo, depuis le temps de Pline le Jeune qui en fait la description dès l'an 105 ainsi que dans des chroniques datant de 1688-1689 jusqu'à 1826 lorsqu'une crue majeure décide de la nécessité des travaux. Souhaitant joindre l'utile à l'agréable, il demande à l'architecte Clemente Folchi de réaliser la suppression d'un certain nombre de sauts de cascades (initialement quatre réduites à deux) sur un dénivelé de 130 m que le cours de la rivière doit franchir à cet endroit, de canaliser son débit, et de réaliser un complexe jeu de jardins et de grottes naturelles dans la partie fraîche et ombragée de la gorge.
Les travaux de canalisation avec le percement du Traforo Gregoriano (un canal composée de deux galeries parallèles longues de 294 mètres passant dans le flanc du mont Catillo afin de dévier les eaux de la rivière) et d'arasement sont entrepris à partir de 1832 ainsi que la construction d'un pont, le pont grégorien, permettant de rejoindre en toute sécurité l'autre flanc de la vallée. Le Traforo, inauguré le 7 octobre 1835 par le pape, alimente directement la grande cascade à son débouché. L'espace est replanté d'arbres d'essences variées mais respectant un certain naturel comme le voulaient les canons du jardin romantique du XIXe siècle, agrémenté de divers parcours à flanc de montagne sinuant parmi les différentes grottes (dont les plus importantes sont la Grotte de Neptune et la Grotte des Sirènes) et sources thermales connues et utilisées par les Romains depuis l'Antiquité.
Après de nombreuses années de fermeture partielle de certaines zones pour raison de sécurité, l'ensemble de la villa est rouverte au public en mai 2005 après d'importants travaux réalisés à partir de 2002 par le Fondo per l'Ambiente Italiano (FAI) (fond pour l'environnement italien), gestionnaire du site.

## Différents lieux-dits de la villa
- La grande cascade
- Les cascatelle près desquelles se trouvait la villa de Mécène
- La grotte de Neptune
- La grotte des Sirènes
- Les ruines de la villa de Manlio Vopisco

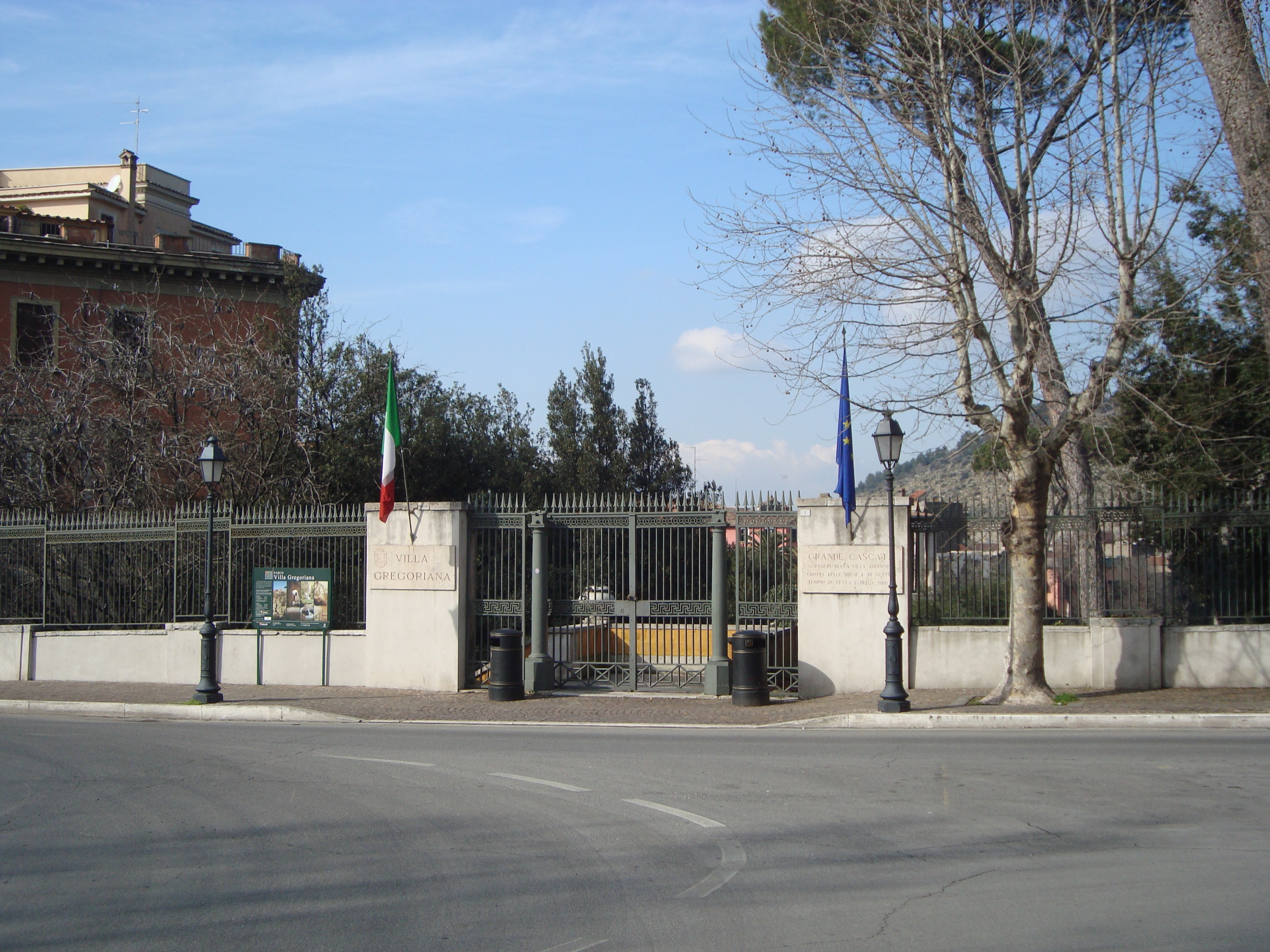
L'entrée de la villa.
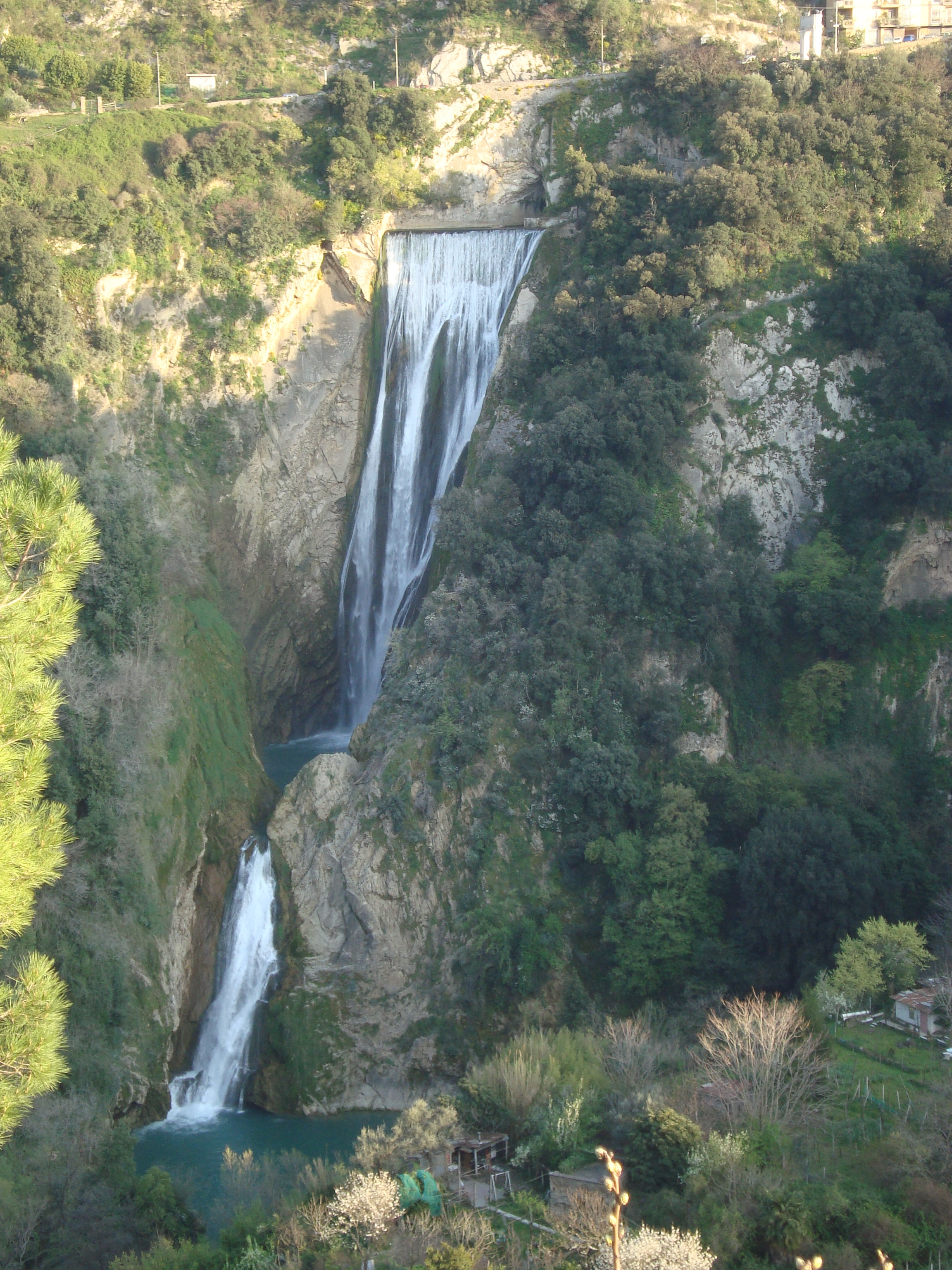
La grande cascade de la villa.
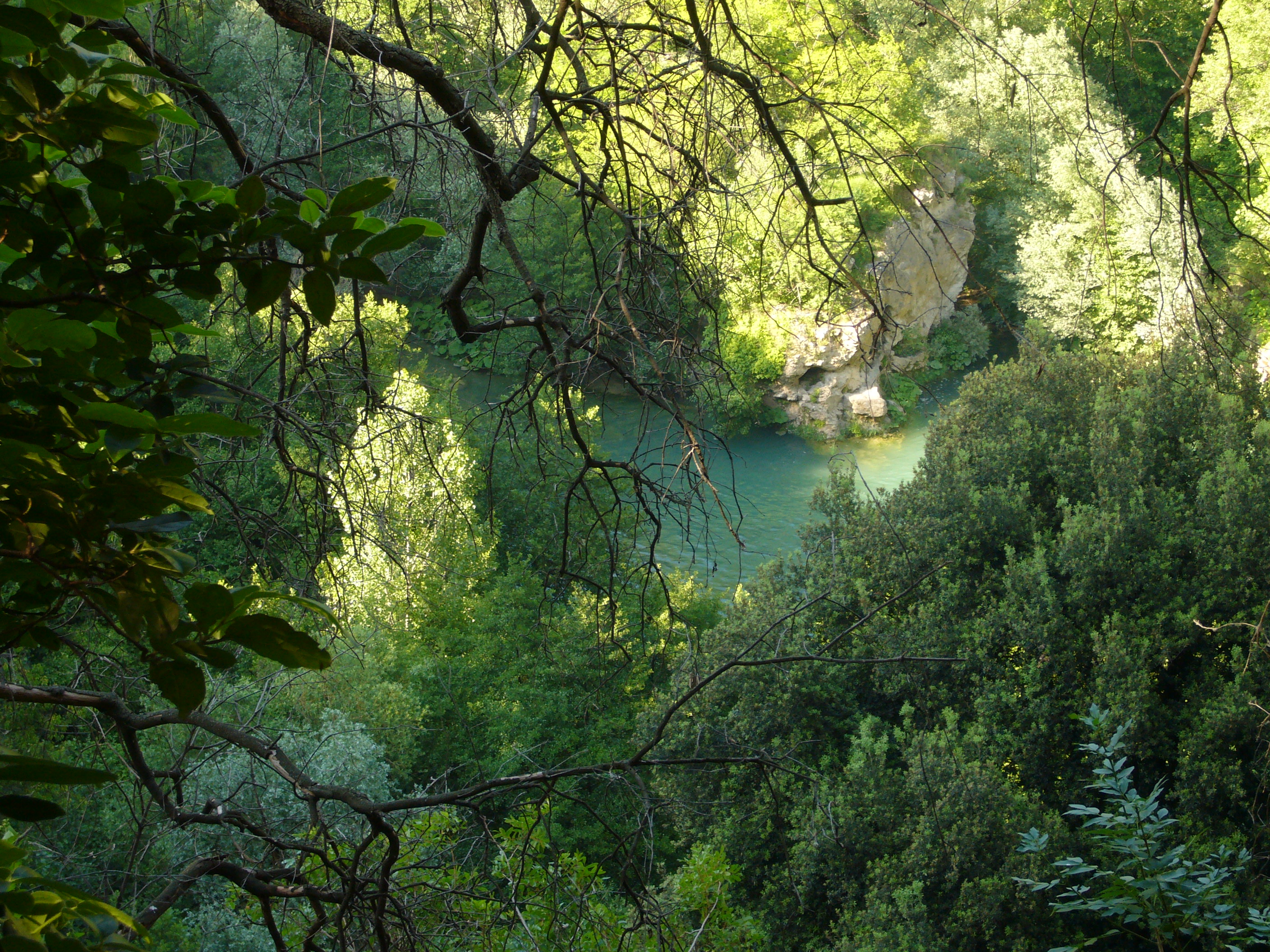
Vue sur l'Aniene.
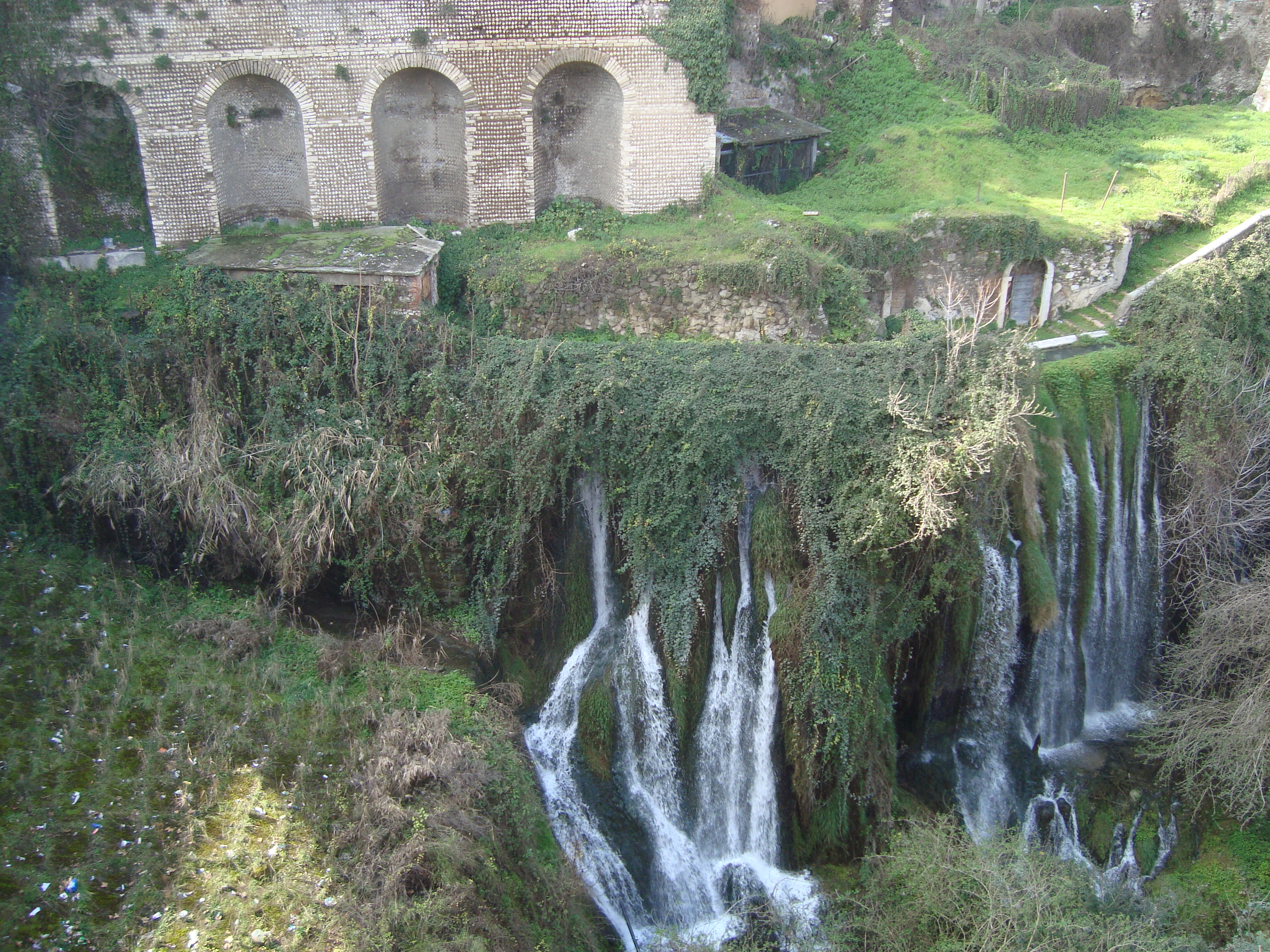
Les cascatelle.
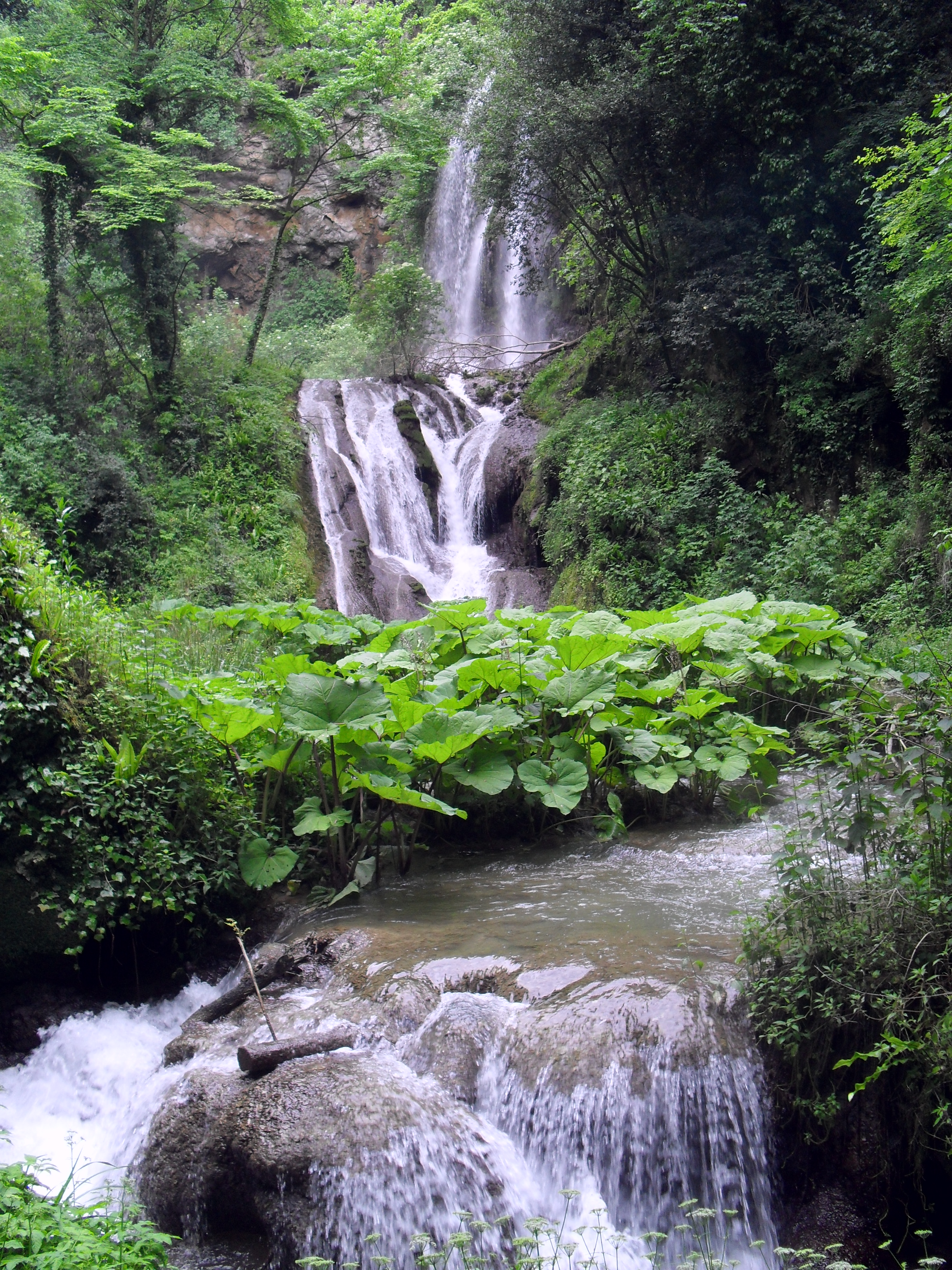
Les cascatelle de la grotte des Sirènes.
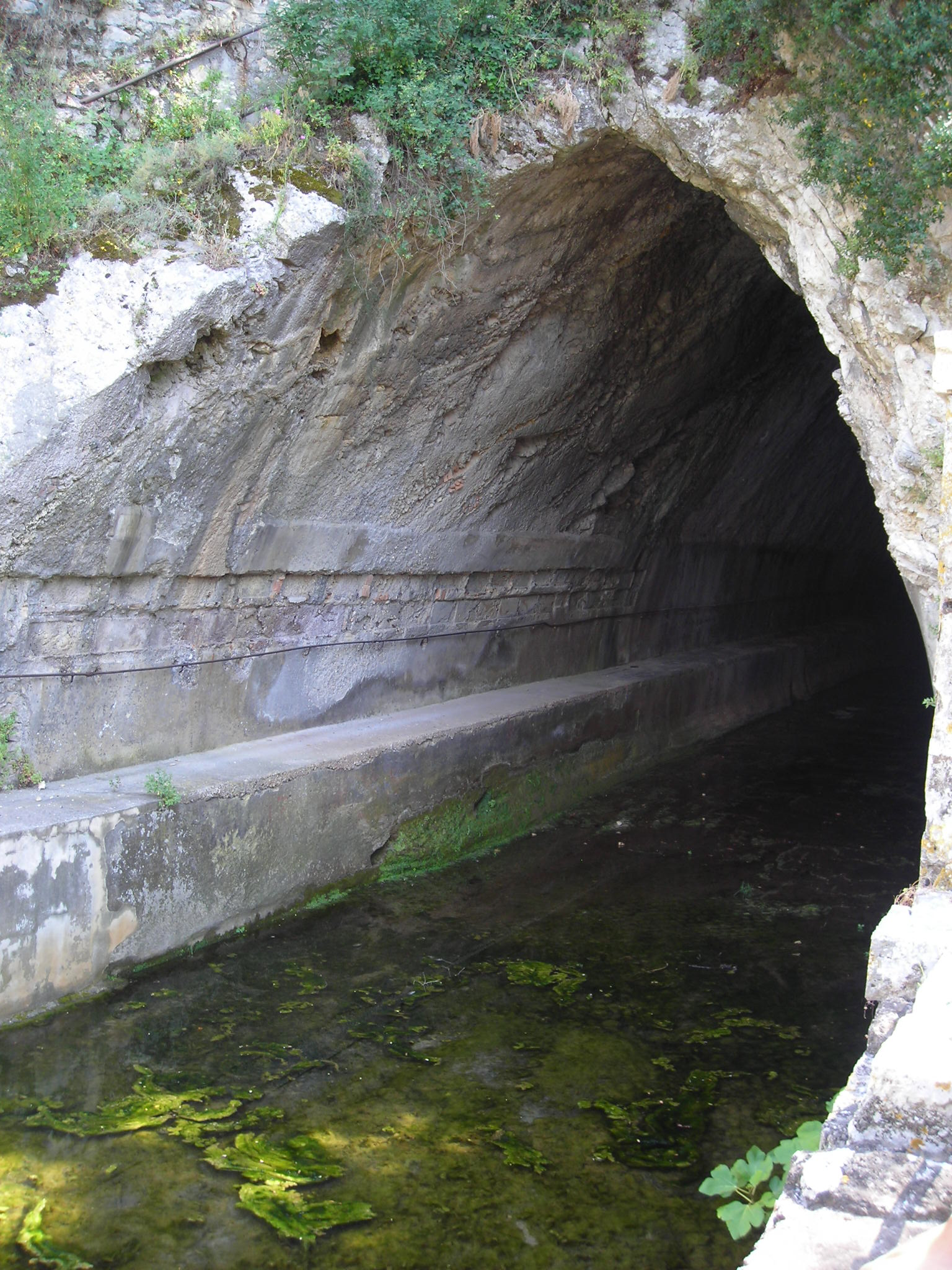
Le traforo gregoriano.